# Hydrocyphon hainanensis
Hydrocyphon hainanensis es una especie de coleóptero de la familia Scirtidae.

## Distribución geográfica
Habita en Hainan (China).